# Casa Bevilacqua
A Casa Bevilacqua foi uma tradicional loja de instrumentos musicais e partituras brasileira, primeiramente no Rio de Janeiro e depois em São Paulo.

## Histórico
A história da Casa Bevilacqua remonta à década de 1840, quando o maestro genovês Isidoro Bevilacqua se mudou para o Rio de Janeiro, onde foi trabalhar como professor de música da família imperial. Em 1846 abriu a loja de instrumentos musicais e partituras na rua do Ourives, 52. Na virada do século XX abriu filial em São Paulo e por noventa anos a casa funcionou na esquina das ruas Direita e Quintino Bocaiuva, no centro da cidade, e continuou em funcionamento após o fechamento da matriz. Ela ocupava o Palacete Tereza Toledo Lara, eventualmente mudando posteriormente para o Morumbi Shopping e depois para a Vila Nova Conceição. Aparentemente a empresa encerrou os trabalhos. 
| “                                                       | Não há nenhum levantamento, mas, com 161 anos de existência, acredito que somos a loja mais antiga em funcionamento no Brasil. | ” |
| — Joel Moraes, proprietário do estabelecimento em 2016, | |   |

Segundo a historiadora e musicóloga Monica Leite, a Casa Bevilacqua teria editado mais de 3.500 obras entre partituras e catálogos. Algumas destas obras, incluindo artistas renomados como Carlos Gomes, Chiquinha Gonzaga, Ernesto Nazareth e Joaquim Antonio Barrozo Netto, são de acesso público através da  sítio do acervo digital da Biblioteca Nacional.